# Eleição presidencial do Brasil em Rondônia em 1989
O primeiro turno da eleição presidencial brasileira de 1989 foi realizado em 15 de novembro. Neste pleito, os cidadãos brasileiros aptos a votar escolheram Fernando Collor como Presidente da República. Nenhum dos candidatos recebeu mais do que a metade dos votos válidos, e um segundo turno foi realizado em 17 de dezembro.
Em Rondônia, o candidato do PRN, Fernando Collor de Mello, recebeu 42,82% dos votos no primeiro turno, já o candidato petista, Luiz Inácio Lula da Silva, ficou com 19,53%, enquanto o candidato pedetista, Leonel Brizola, recebeu 10,25% dos votos. No segundo turno, Collor acabou sendo o mais votado naquele estado com 63,25% dos votos enquanto Lula recebeu 36,75% dos votos. Collor venceu em 22 dos 23 municípios, perdendo apenas em Machadinho d'Oeste.

## Resultados
| Município           | Fernando Collor PRN | Fernando Collor PRN | Lula da Silva PT | Lula da Silva PT | Total   |
| Município           | #                   | %                   | #                | %                | Total   |
| ------------------- | ------------------- | ------------------- | ---------------- | ---------------- | ------- |
| Porto Velho         | 55.153              | 57,55%              | 40.688           | 42,45%           | 95.841  |
| Ji-Paraná           | 22.411              | 65,57%              | 11.770           | 34,43%           | 34.181  |
| Ariquemes           | 14.177              | 51,84%              | 13.171           | 48,16%           | 27.348  |
| Cacoal              | 20.025              | 69,94%              | 8.605            | 30,06%           | 28.630  |
| Vilhena             | 9.326               | 62,17%              | 5.674            | 37,83%           | 15.000  |
| Ouro Preto do Oeste | 17.405              | 65,11%              | 9.327            | 34,89%           | 26.732  |
| Jaru                | 12.981              | 62,42%              | 7.816            | 37,58%           | 20.797  |
| Rolim de Moura      | 13.118              | 67,42%              | 6.338            | 32,58%           | 19.456  |
| Guajará-Mirim       | 9.182               | 83,64%              | 1.796            | 16,36%           | 10.978  |
| Total               | 234.272             | 63,25%              | 136.123          | 36,75%           | 370.395 |

1. ↑  «Resultado da UF»
2. ↑  «Resultado do município»